# 수난이대
《수난이대》(受難二代)는 하근찬의 소설이다.

## 줄거리
팔 한 쪽이 없는 만도는 아들 진수가 전쟁에서 돌아온다는 사실을 알고 기뻐한다. 진수가 정오 때 돌아온다는 것을 알고 만도는 아침부터 고갯마루를 내려와 외나무다리를 건넌다. 다리를 건너면서 만도는 예전에 외나무다리를 건너다가 물에 빠져 창피하게 잘린 팔을 보이며 발가벗고 누워 있어야 했던 기억을 떠올린다. 외나무다리를 건너 만도는 자주 찾아가는 주막을 지나 정거장 쪽으로 가지 똥 장이 서는 거리로 가기로 한다. 진수가 오기까지 시간이 많이 남았기 때문에 고등어 한 손을 사기 위해서이다. 고등어를 사서 정거장으로 가 진수를 기다리다가 만도는 자신이 어쩌다 팔이 잘리게 되었는지를 떠올린다. 태평양 전쟁 당시 만도는 이 정거장에서 기차를 타고 배를 타 남태평양의 한 섬에 비행장을 만들러 간다. 그 곳은 모기가 많고 매우 더운 곳이었지만 만도는 긍정적인 마음으로 비행장을 닦고 산을 다이너마이트로 폭파시켜 길을 낸다. 그러던 어느 날, 만도가 동굴에서 다이너마이트에 불을 붙이고 나오려고 할 때 갑작스레 적의 공습이 일어나 만도는 동굴에 계속 있지도 나가지도 못하게 된다. 결국 동굴 속에 있기로 한 만도는 폭발한 다이너마이트에 팔을 잘리고 만다. 만도는 이런 기억을 떠올리며 진수가 돌아오기를 기다린다. 기차가 도착하고 진수가 나오는데, 다리가 한쪽 잘려 있다. 만도는 아들도 장애인이 된 것을 알고 충격을 먹어 제대로 인사도 안하고 주막으로 바로 가버린다. 진수는 한쪽 다리로 힘겹게 주막으로 따라 들어간다. 주막에서 만도는 진수가 수류탄에 한쪽 다리를 잃은 것임을 알게 되고 다시 외나무 다리에 이른다. 만도는 진수를 등에 업고 지팡이와 고등어를 각각 한손에 들고 외나무 다리를 건넌다. 이 모습을 눈앞에 우뚝 솟은 용머리재가 가만히 내려다본다.

## 관련 문헌
- 하근찬, 수난이대, 하서출판사, 2003. ISBN 8973306553